# The Maple Leaf Forever
The Maple Leaf Forever (La Feuille d'érable pour toujours) est un chant patriotique canadien-anglais écrit et composé par Alexander Muir, en 1867 à l'occasion de la naissance de la Confédération. Le chant jouissait d'une grande popularité auprès des Canadiens anglais de la fin du XIXe siècle jusqu'au milieu du XXe siècle.

## Histoire
Muir a écrit la chanson après avoir servi dans les Carabiniers personnels de la reine de Toronto lors de la bataille de Ridgeway contre les Féniens. Il dit avoir été inspiré par un grand érable qui se dressait dans sa rue, devant la Mapple Cottage (en), une maison située à Memory Lane et Laing Street, à Toronto. L'arbre qui a inspiré la chanson de Muir est tombé lors d'une tempête de vent dans la nuit du 19 au 20 juillet 2013.
Le bois de l'arbre a été utilisé pour fabriquer des objets importants de la culture canadienne, comme le podium du conférencier pour le Conseil municipal de Toronto (en), ainsi que pour les guitares Maple Leaf Forever (en). Les habitants ont déclarés espérer que la ville puisse planter un nouvel arbre à partir d'une des branches de l'ancien.
Au début des années 1870, Muir est instituteur à Newmarket, au nord de Toronto. Le 25 juin 1874, lors de la pose de la première pierre de l'église chrétienne de Newmarket, par le gouverneur général Lord Dufferin, Muir amène la chorale de son école à l'événement pour chanter sa composition. Il s'agit de la première fois où le chant est joué en public.
La chanson est devenue très populaire au Canada anglais et a servi d'hymne national non officiel pendant de nombreuses années,. En raison de sa perspective fortement canadienne-anglaise, elle est n'a jamais été populaire parmi les Canadiens français, ce qui l'a empêchée de devenir un hymne d'État officiel, même si elle a été sérieusement envisagée pour le devenir. Elle a été utilisée  de facto comme hymne d'État à de nombreuses reprises.

## Signification et utilisation
Les paroles de Muir, bien que pro-britanniques, ne sont pas anti-françaises. Muir a par ailleurs révisé les paroles originales du premier couplet, « Le chardon, le trèfle et la rose s'entrelacent », pour devenir « Le lys, le chardon, le trèfle et la rose s'enlacent ». Chaque plante représente un des quatre groupes de colons ayant contribué à fonder le Canada. Le chardon représente l'Écosse, le trèfle l'Irlande et la rose l'Angleterre, et la fleur de lys rajoutée symbolise la France.
Muir tente d'exprimer que sous le drapeau de l'Union, les Britanniques et les Français sont unis en tant que Canadiens. Également, la chanson fait référence à James Wolfe capturant Québec en 1759 pendant la guerre de Sept Ans et aux batailles Queenston Heights et de Lundy's Lane pendant la guerre de 1812.
The Maple Leaf Forever est aussi la marche du Royal Westminster Régiment. De plus, il s'agit aussi de la marche lente de la Garde de Fort Henry (en).

## Paroles
| Paroles originales (en) | Traduction en français |
| --- | --- |
| In days of yore, from Britain's shore, Wolfe, the dauntless hero, came And planted firm Britannia's flag On Canada's fair domain. Here may it wave, our boast, our pride And, joined in love together, The thistle, shamrock, rose entwine The Maple Leaf forever! The Maple Leaf, our emblem dear, The Maple Leaf Forever! God save our Queen and Heaven bless The Maple Leaf Forever! At Queenston Heights and Lundy's Lane, Our brave fathers, side by side, For freedom, homes and loved ones dear, Firmly stood and nobly died; And those dear rights which they maintained, We swear to yield them never! Our watchword evermore shall be « The Maple Leaf Forever! » The Maple Leaf, our emblem dear, The Maple Leaf Forever! God save our Queen and Heaven bless The Maple Leaf Forever! Our fair Dominion now extends From Cape Race to Nootka Sound; May peace forever be our lot, And plenteous store abound: And may those ties of love be ours Which discord cannot sever, And flourish green o'er freedom's home The Maple Leaf Forever! The Maple Leaf, our emblem dear, The Maple Leaf Forever! God save our Queen and Heaven bless The Maple Leaf Forever! On merry England's far famed land May kind heaven sweetly smile, God bless old Scotland evermore and Ireland's Em'rald Isle! And swell the song both loud and long Till rocks and forest quiver! God save our Queen and Heaven bless The Maple Leaf Forever! The Maple Leaf, our emblem dear, The Maple Leaf Forever! God save our Queen and Heaven bless The Maple Leaf Forever! | Aux temps jadis, depuis les rivages de la Grande-Bretagne, Wolfe, le héros intrépide vint Et planta fermement le drapeau de Britannia Sur le beau domaine du Canada. Ici puisse-t-il flotter notre honneur, notre fierté, Et, ensemble unis dans l'amour, Le chardon, le trèfle et la rose s'enlacent La feuille d'érable pour toujours ! La feuille d'érable, notre cher emblème, La feuille d'érable pour toujours ! Que Dieu protège notre Reine et que le ciel bénisse La feuille d'érable pour toujours ! À Queenston Heights et Lundy's Lane, Nos pères courageux, côte à côte, Pour la liberté, les foyers et leurs proches, Se sont fermement tenus et sont morts noblement ; Et ces chers droits qu'ils préservaient, Nous jurons de ne jamais les céder ! Notre mot d'ordre doit être à jamais « La feuille d'érable pour toujours ! » La feuille d'érable, notre cher emblème, La feuille d'érable pour toujours ! Que Dieu protège notre Reine et que le ciel bénisse La feuille d'érable pour toujours ! Notre beau Dominion s'étend maintenant Du cap Race jusqu'à la baie de Nootka ; Que la paix soit à jamais notre sort, Et que les réserves abondent : Et que ces liens d'amour soient les nôtres Que la discorde ne peut rompre Et que pousse verdoiement sur le foyer de la liberté La feuille d'érable pour toujours ! La feuille d'érable, notre cher emblème, La feuille d'érable pour toujours ! Que Dieu protège notre Reine et que le ciel bénisse La feuille d'érable pour toujours ! Sur la célèbre et joyeuse terre d'Angleterre Puisse le bon ciel gentiment sourire, Que Dieu bénisse à jamais la veille Écosse Et l'île d'émeraude d'Irlande ! Et criez haut et fort la chanson Jusqu'à ce que la roche et les forêts frémissent ! Que Dieu protège notre Reine et que le ciel bénisse La feuille d'érable pour toujours ! La feuille d'érable, notre cher emblème, La feuille d'érable pour toujours ! Que Dieu protège notre Reine et que le ciel bénisse La feuille d'érable pour toujours ! |